# Corythoraptor
Corythoraptor („přilbovitý lupič“) byl rod menšího teropodního dinosaura, zástupce čeledi Oviraptoridae. Dosahoval délky asi 1,5 - 2 metrů. Byl to zřejmě bezzubý všežravec, živící se rozmanitou potravou. Žil v období svrchní křídy (geol. st. kampán - maastricht) na území dnešní jižní Číny (provincie Ťiang-si).

## Objev a popis
Zkameněliny tohoto dinosaura byly objeveny v sedimentech souvrství Nan-siung, starých zhruba 66,7 milionů let. V roce 2017 byl týmem paleontologů popsán jediný známý druh, C. jacobsi. Druhové jméno je poctou americkému paleontologovi Louisi L. Jacobsovi. Tento oviraptorid byl blízce příbuzný rodu Huanansaurus, dále pak rodům Citipati, Rinchenia a Oviraptor. Zajímavým znakem je jeho lebeční hřebínek, velmi podobný hřebeni současného kasuára přilbového.